# Kimmel Berta
Kimmel Berta (Temesvár, 1900. június 17. – Temesvár, 1942. február 24.) romániai magyar filológus, író, műfordító.

## Életútja
Középiskoláit szülővárosában végezte, a grenoble-i egyetemen szerzett francia nyelv és irodalom szakos középiskolai tanári képesítést. Elbeszéléseit, novelláit, irodalomtörténeti értekezéseit a Déli Hírlap, Magyar Lapok, A Hírnök, Pásztortűz közölte; az aradi Vasárnapban jelent meg A szimbolizmus eredete és jelesebb képviselői Franciaországban (1938/19) és Pierre-Jean de Béranger, Petőfi mestere (1939/10) című tanulmánya. Francia írók műveit fordította magyarra. Regénye: Túl az Óceánon... (Temesvár, 1937).